# Sari Eero
Sari Eero, tidigare Sari Keskitalo, född 6 april 1985, är en finsk kortdistanslöpare. Eero kommer från Pello på finska sidan av Tornedalen och tävlar för klubben Pellon Ponsi, samma klubb som bland andra Eero Mäntyranta tävlade för.
Hon har blivit finsk mästare sju gånger mellan åren 2006 och 2010, fyra gånger på 200 m och tre gånger på 100 m. Inomhus har hon vunnit fyra finska mästerskap på 200 m (2003, 2006, 2008 och 2010). Hon har deltagit i Finnkampen i flera år. 2008 vann hon både 100 och 200 m. Hon deltog i EM i friidrott 2006.